# Johann Georg Schaefer
Johann Georg Schaefer (* 13. April 1823 in Mainz; † 15. August 1908 in Darmstadt) war ein deutscher Kunsthistoriker, Erzieher und Pädagoge.

## Leben
Der gebürtige Mainzer Johann Georg Schaefer wandte sich nach dem Abitur dem Studium der Geschichte und Kunstgeschichte zu, das er 1851 mit dem Erwerb des akademischen Grades eines Dr. phil. abschloss.
Beruflich war Schaefer zunächst von 1849 bis 1859 als Erzieher des Prinzen Karl von Hohenzollern-Sigmaringen, des späteren Königs Carol I. von Rumänien, eingesetzt. 1869 wurde ihm die Professur der Kunstgeschichte an der TH Darmstadt übertragen, die er bis zu seiner Verabschiedung in den Ruhestand 1902 innehatte.
Johann Georg Schaefer entdeckte 1863 die große Passionsfolge Hans Holbeins des Älteren für den Hochaltar der Dominikanerkirche in Frankfurt am Main, 1873 die Einhardsbasilika von Steinbach bei Michelstadt im Odenwald. Johann Georg Schaefer publizierte unter anderem drei Bände der Kunstdenkmäler des Großherzogtums Hessen, erschienen 1878 ff.